# Fetuatasi
Fetuatasi ist eine kleine Riffinsel im Riffsaum des Atolls Nukulaelae im Inselstaat Tuvalu.

## Geographie
Fetuatasi ist fast mit dem benachbarten, größeren Niuoko zusammengewachsen. Zusammen mit Fenulaiago, Aula, Temotutafa, Temotuloto und Teafatule bildet sie den südlichen Riffsaum des Atolls.